# 岳龙镇
岳龙镇，是中华人民共和国天津市宁河区下辖的一个乡镇级行政单位。

## 行政区划
岳龙镇下辖以下地区：
岳龙庄村、于潮庄村、曾庄子村、大良庄村、小良庄村、小阎庄村、屈庄子村、姜甸子村、胡甸子村、西末甸村、东末甸村、国仕营村、大田庄村、小田庄村、岳会庄村、曹道口村、李麻村、麻坨子村、褚家庄村、东蛇麻港村和西蛇麻港村。